# Унгра (притока Алдану)
Унгра́ (рос. Унгра) — річка в Республіці Саха (Якутія) на сході Росії. Протікає територією Нерюнгринського району, права притока Алдану.
Річки утворена злиттям двох річок — Правої Унгри (58 км) та Лівої Унгри (60 км), які починаються з кряжу Звєрєва.

## Притоки

### Праві
- Суоллах
- Якокіт — 66 км
- Дурай — 75 км
- Юхта — 22 км
- Онкой — 12 км
- Сап-Кюйоль — 53 км
- Амнунахта — 20 км
- Улегир — 19 км
- Кудулу — 17 км
- Кенненей — 51 км

### Ліві
- Синсирік — 54 км
- Солокіт
- Кручатов
- Унгтугучи
- Заркай
- Холбочи
- Мургу
- Алдакай — 86 км
- Амут — 11 км
- Самак — 16 км